# Igor Sergejewitsch Mirnow
Igor Sergejewitsch Mirnow (russisch Игорь Сергеевич Мирнов; * 19. September 1984 in Tschita, Russische SFSR, Sowjetunion) ist ein ehemaliger russischer Eishockeyspieler, der zuletzt beim HK Buran Woronesch in der Wysschaja Hockey-Liga unter Vertrag stand.

## Karriere
Igor Mirnow begann seine Karriere als Eishockeyspieler beim HK Dynamo Moskau, für den er in der Saison 2001/02 sein Debüt in der Russischen Superliga gab. 2003 wurde er sowohl beim NHL Entry Draft (in der zweiten Runde als insgesamt 67. Spieler von den Ottawa Senators) als auch beim CHL Import Draft (in der ersten Runde an Gesamtposition 39 von den Toronto St. Michael’s Majors) ausgewählt, blieb aber in Russland. Nachdem er in der Saison 2004/05 mit Dynamo erstmals in seiner Laufbahn Russischer Meister geworden war, gewann er im folgenden Jahr den IIHF European Champions Cup mit seiner Mannschaft. Während der Saison 2007/08 wechselte der Angreifer zum HK Metallurg Magnitogorsk, mit dem er anschließend erneut den IIHF European Champions Cup gewann. Zudem erreichte Mirnow mit Metallurg in der Saison 2008/09 das Finale in der neugegründeten Champions Hockey League, in dem er mit seinem Team den ZSC Lions aus der Schweiz unterlag.
2009 wechselte er zunächst zum Atlant Mytischtschi, bevor er im November des gleichen Jahres vom HK MWD Balaschicha unter Vertrag genommen wurde. Im Januar 2010 wurde vom HK Sibir Nowosibirsk verpflichtet, für den er bis zum Ende der Saison 2010/11 aktiv war. Im Juni 2011 wurde er vom amtierenden KHL-Meister Salawat Julajew Ufa verpflichtet, entwickelte sich dort zu einem Leistungsträger und gehörte stets zu den Topscorern des Teams. Im Mai 2014 verließ er Ufa und wurde von Ak Bars Kasan verpflichtet. In der Saison 2015/16 stagnierten seine Leistungen und Mirnow wechselte daher im Mai 2016 zum HK Traktor Tscheljabinsk. Dort spielte er bis Oktober des gleichen Jahres, ehe sein Vertrag aufgelöst wurde und er zwei Wochen später vom  HK Spartak Moskau verpflichtet wurde. Im Frühjahr 2018 absolvierte er zudem zwei Spiele für Spartaks Farmteam Chimik Woskressensk in der zweitklassigen Wysschaja Hockey-Liga. Nachdem er 2018/19 beim HK Buran Woronesch ebenfalls in der Wysschaja Hockey-Liga verbracht hatte, beendete er seine Karriere.

## Erfolge und Auszeichnungen
- 2005 Russischer Meister mit HK Dynamo Moskau
- 2006 IIHF-European-Champions-Cup-Gewinn mit HK Dynamo Moskau
- 2008 IIHF-European-Champions-Cup-Gewinn mit HK Metallurg Magnitogorsk
- 2009 2. Platz Champions Hockey League mit HK Metallurg Magnitogorsk

## KHL-Statistik
(Stand: Ende der Saison 2017/18)